# Тайна Лоренс
Тайна Лоренс (англ. Tayna Lawrence; нар. 17 вересня 1975, Спаніш-Таун, Ямайка) — ямайська легкоатлетка, що спеціалізується на спринті, олімпійська чемпіонка 2004 року, дворазова срібна призерка Олімпійських ігор 2004 року.

## Кар'єра
| Рік                | Змагання                     | Місто               | Місце              | Дисципліна            | Примітки           |
| Представник Ямайка | Представник Ямайка           | Представник Ямайка  | Представник Ямайка | Представник Ямайка    | Представник Ямайка |
| ------------------ | ---------------------------- | ------------------- | ------------------ | --------------------- | ------------------ |
| 2000               | Олімпійські ігри             | Сідней, Австралія   | 2                  | біг на 100 метрів     | 11.18              |
| 2000               | Олімпійські ігри             | Сідней, Австралія   | 2                  | естафета 4×400 метрів | 42.13              |
| 2001               | Чемпіонат світу в приміщенні | Лісабон, Португалія | 3 (півфінал)       | біг на 60 метрів      | 7.21               |
| 2004               | Олімпійські ігри             | Афіни, Греція       | 1                  | естафета 4×100 метрів | 41.73              |